# Platforma Obywatelska (Rosja)
Platforma Obywatelska (ros. Гражданская Платформа) – rosyjska partia polityczna. Została założona 4 czerwca 2012 przez Michaiła Prochorowa.

## Cele
Według założyciela Platforma Obywatelska jest przede wszystkim zainteresowana wyborcami z miast dużych (powyżej 500 000 mieszkańców).
Partia wspierać będzie rozwój gospodarczy kraju.

## Historia
Michaił Prochorow jako kandydat niezależny zajął trzecie miejsce w wyborach prezydenckich. Po nich stwierdził, że założy własne ugrupowanie polityczne. Spekulowano nad nazwą partii. Proponowano Wolną Rosję, Partię Demokratyczną Rosji, Partię Wolności Rosji. 4 czerwca 2012 została zarejestrowana jako Platforma Obywatelska. 
W 2013 na stanowisku szefa partii Michaiła Prochorowa zastąpiła jego siostra, Irina. 
W lutym 2015, ku zaskoczeniu niektórych, działacze Platformy Obywatelskiej wzięli udział w pro-putinowskich demonstracjach „przeciw Majdanowi” w Moskwie, które skłoniły Prochorowa do odejścia z partii. 
11 grudnia 2017 lider Platformy Obywatelskiej Rifat Szajchutdinow poinformował, że jego partia będzie wspierać obecnego prezydenta Władimira Putina w wyborach prezydenckich w Rosji w 2018 roku.
Merem Togliatti jest Siergiej Andriejew (przedstawiciel ugrupowania). Jest to jedyny członek partii będący włodarzem miasta. Do PO należy również Jewgienij Urłaszow – były mer Jarosławia. Został on zaaresztowany pod zarzutem korupcji. 

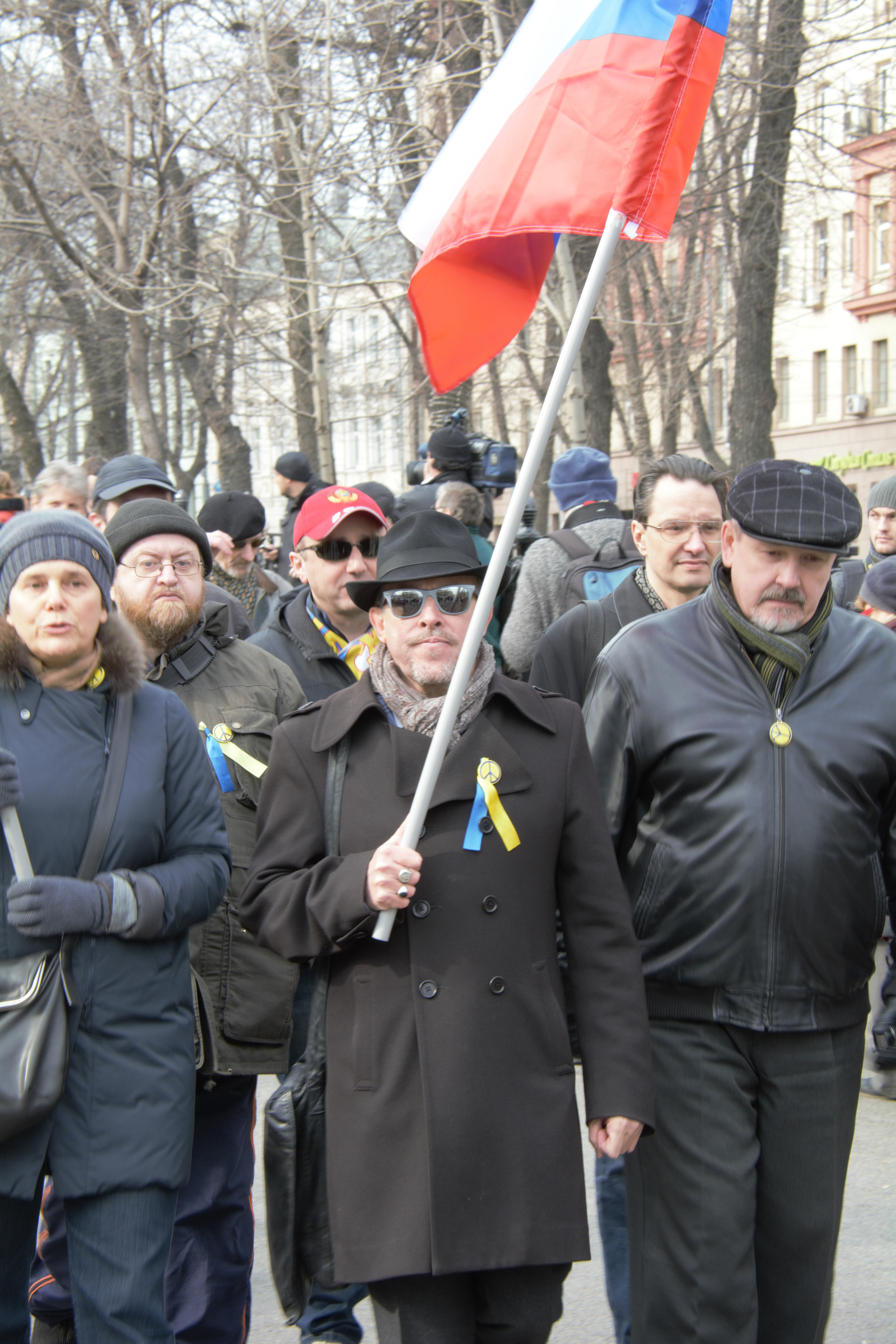
Liderzy partii na proteście antywojennym

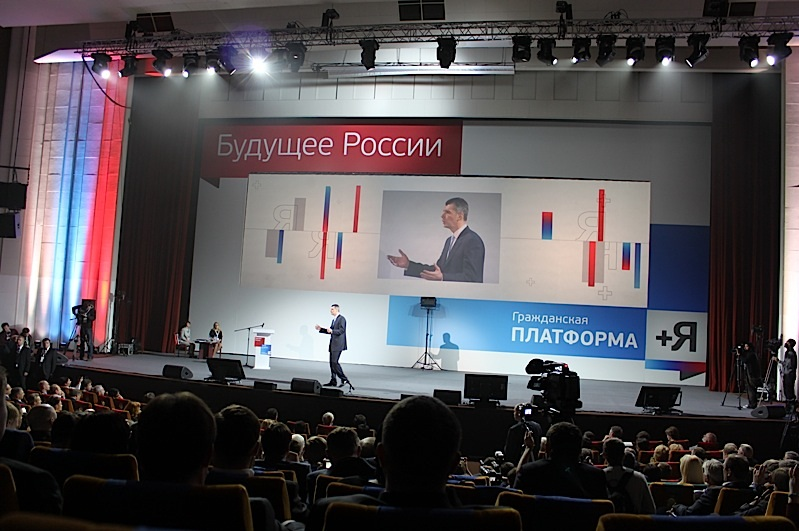
Pierwszy kongres partii

### Przewodniczący Platformy Obywatelskiej
- od 2012 do 2013 – Michaił Prochorow
- od 2013 do 2015 – Irina Prochorowa
- od 2015 – Rifat Szajchutdinow